# Molly Johnson
Molly Johnson (Margaret Leslie „Molly” Johnson; Toronto, 1959 –) kanadai Juno-díjas énekesnő, dalszerző.

## Pályakép
Fehér anya és afroamerikai apa gyermeke. Beiratkozott a nemzeti balettiskolába (Canada's National Ballet School). A hatvanas években – középiskolás korában – ő és a bátyja a híres producer Clark Johnson rendezésében fellépett Torontóban a Porgy és Bess-ben a Royal Alexander Színházban. Tizenhét éves korában Clark Johnsonnal létrehozták a Chocolate Affair nevű disco zenekart. Különböző rockzenekarokkal szerepelt a következő években.
1993-ban megszervezett egy jótékonysági koncertsorozat, a Kumbaya Fesztivált  az AIDS betegek támogatására, amelynek eredményeként egymillió dollár jött össze.
A Toronto Downtown Jazz Fesztivál a 17 éves története során Kanada első női győztesévé vált. A Royal Yacht Britannia hajó fedélzetén a walesi herceg és a hercegnő előtt privát műsort adott Nelson Mandela és Quincy Jones jelenlétében.

## Lemezek
- 2000: Molly Johnson
- 2003: Another Day
- 2007: If You Know Love
- 2008: Lucky
- 2008: Live in Montréal (DVD)
- 2012: The Molly Johnson Songbook
- 2014: Because of Billie
- 2018: Meaning To Tell Ya
- 2020: This Holiday Season
- 2021: It's a Snow Globe World